# Joseph Stella
Joseph Stella (Muro Lucano, 13 giugno 1877 – New York, 5 novembre 1946) è stato un pittore italiano naturalizzato statunitense.
Si trasferì in America, dove le sue doti non tardarono ad emergere. Si interessò ai movimenti dadaismo e simbolismo. Fu definito "il primo futurista d'America" e divenne noto per le sue descrizioni dell'America industriale. Venne associato al Precisionismo, un movimento artistico statunitense attivo fra gli anni dieci e gli anni quaranta del XX secolo.

## Formazione
Terminati gli studi al Liceo classico Umberto I di Napoli, a 19 anni si trasferì a New York, iniziando a studiare Medicina sulle orme del fratello maggiore, Antonio Stella divenuto negli Stati Uniti un apprezzato medico. Dopo essersi trasferito per un anno presso la facoltà di Farmacia, iniziò a scoprire la sua vocazione per l'arte, iscrivendosi nel 1897 alla Art Students League of New York, dove ebbe modo di studiare con il famoso pittore impressionista William Merritt Chase. Durante questi anni studiò anche con Robert Henri, uno degli otto fondatori della Ashcan School, una corrente realista incentrata sulle scene di vita quotidiana dei quartieri più poveri di New York.

## Carriera artistica
Le sue prime opere sulle deplorevoli condizioni di vita nella città tradivano un'evidente influenza rembrandtiana. Nel 1908 fu incaricato di realizzare una serie di disegni e incisioni circa i quartieri industriali di Pittsburgh, destinati ad illustrare uno studio sociologico pubblicato col titolo di "The Pittsburgh Survey".
Nel 1909, durante un viaggio di quattro anni in Europa, conobbe il modernismo, dal quale ricevette una particolare influenza stilistica. Oltre a recarsi in Italia, visitò la prima esibizione futurista nella galleria parigina di Bernheim-Jeune, dove rimase impressionato dalle opere di artisti come Umberto Boccioni, Carlo Carrà, Luigi Russolo, e Gino Severini. Nella capitale francese conobbe, frequentando il salotto di Gertrude Stein a Rue de Fleurus, 27, artisti come Matisse, Picasso e Modigliani.

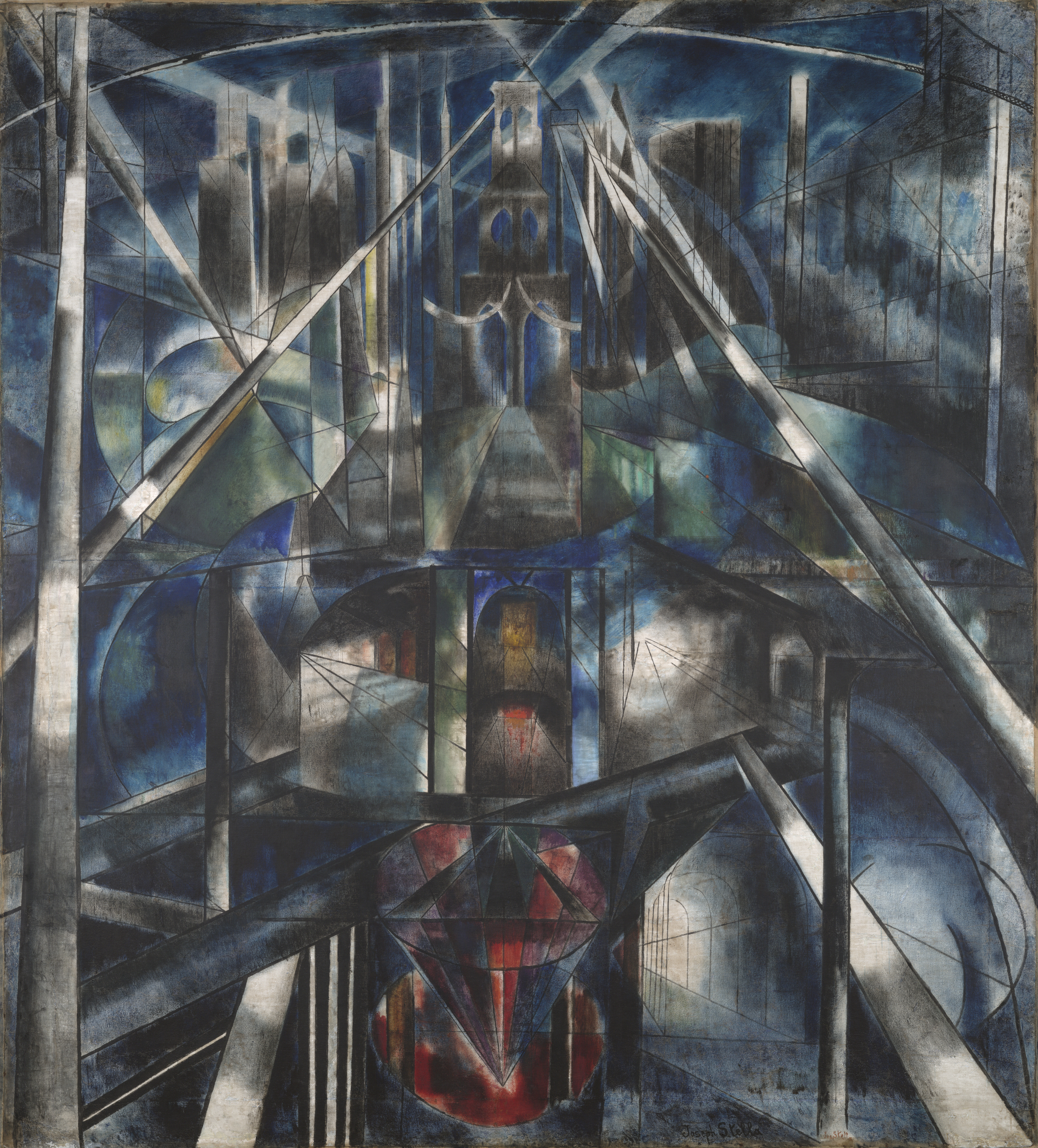
Ponte di Brooklyn, 1919-20, olio, 215.3 x 194.6 cm. Si tratta di uno dei temi più ricorrenti dell'opera artistica di Stella.

Rientrato a New York, nel 1913, dopo aver partecipato con una natura morta postimpressionista all'Armory Show, la prima importante mostra a New York di pittori europei, dove vide il famoso e scandaloso quadro Nudo che scende le scale di Marcel Duchamp, completò una delle sue prime opere futuriste, "Battle of Lights, Mardi Gras, Coney Island", evidenziando un uso caleidoscopico del colore e «linee di forza» che frammentano gli oggetti, enfatizzando in tal modo le idee del manifesto futurista.
In seguito partecipò al movimento artistico New York Dada con Marcel Duchamp, Francis Picabia, Man Ray, nato nel salotto artistico dei coniugi Louise e Walter Arensberg e fu il materiale acquirente dell'orinatoio, firmato da Marcel Duchamp con lo pseudonimo di "R. Mutt" ribattezzato Fountain, e presentato alla mostra della Society of Independent Artists del 1917, uno degli episodi più noti e rivoluzionari della poetica dadaista. La Fontana di Stella-Duchamp fu però distrutta deliberatamente prima dell'inaugurazione da uno degli organizzatori, William Glackens.
Uno dei suoi quadri più importanti, realizzato fra il 1917 ed il 1918, fu il "Ponte di Brooklyn", a proposito del quale Stella dichiarò:
(Alan Trachtenberg, Brooklyn Bridge: fact and symbol)
Durante la sua vita Stella ritrasse numerose volte il ponte di Brooklyn, facendone uno dei temi ricorrenti ed emblematici della sua opera pittorica.
Altrettanto famoso è "Voice of the City of New York Interpreted" (1920-22), un polittico a cinque pannelli simile ad una pala d'altare, in cui le figure religiose sono sostituite dai grattacieli e dai ponti di Manhattan. Idea centrale dell'opera è la descrizione dell'industria come perno centrale della vita moderna, come elemento pervasivo che stava progressivamente rimpiazzando la religione. L'opera è attualmente custodita presso il Newark Museum.

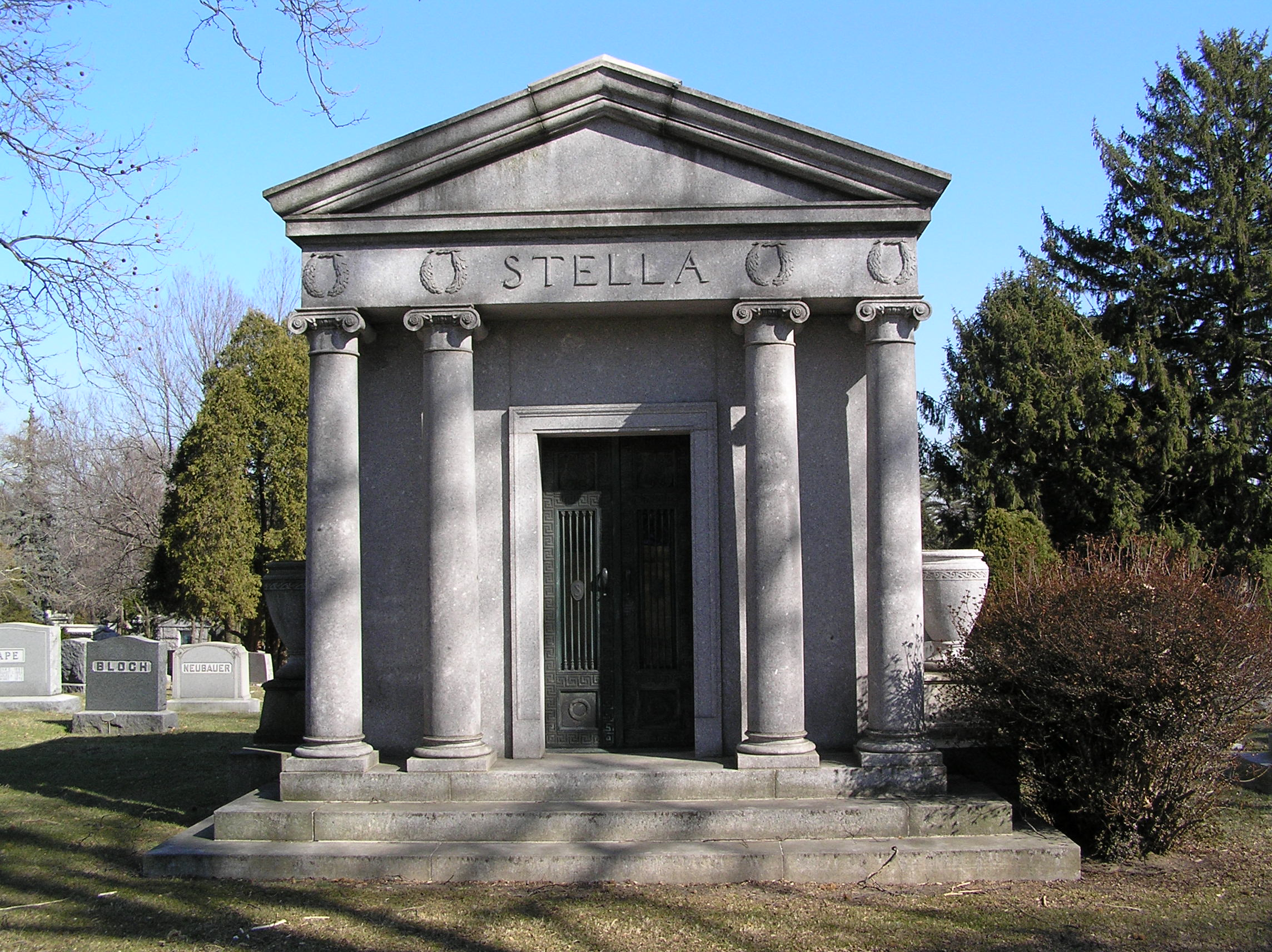
Il mausoleo di Joseph Stella nel Woodlawn Cemetery (Bronx, New York).

Fu tra i fondatori e tra i primi direttori della Society of Independent Artists negli Stati Uniti, paese di cui prese la cittadinanza nel 1923. Nel corso della vita sperimentò numerose correnti artistiche differenti dal Futurismo, come ad esempio il cubismo, il simbolismo, il surrealismo, il dadaismo e l'astrattismo.
Nel 1942 iniziò a soffrire di problemi cardiaci, mentre poco più tardi ebbe una caduta accidentale nella fossa di un ascensore, dalla quale non riuscì mai a riprendersi. Morì infine il 5 novembre 1946, venendo seppellito nel Woodlawn Cemetery, situato nel borough del Bronx, New York.